# Brachymeria hibernalis
Brachymeria hibernalis är en stekelart som beskrevs av Askew 1991. Brachymeria hibernalis ingår i släktet Brachymeria och familjen bredlårsteklar.
Artens utbredningsområde är Spanien. Inga underarter finns listade.